# Comitê Britânico para Refugiados da Tchecoslováquia
O Comitê Britânico para Refugiados da Tchecoslováquia (mais tarde Fundo de Refugiados da Checoslováquia) foi uma organização voluntária criada no final de outubro de 1938, na preparação para a Segunda Guerra Mundial, em resposta ao aumento da procura de refúgio no estrangeiro. Seu objetivo era tomar providências e alocar fundos para que refugiados na Tchecoslováquia viajassem para a Grã-Bretanha. Destinava-se principalmente ao resgate de refugiados políticos, particularmente comunistas e social-democratas, bem como de judeus e suas famílias, muitas das quais tinham fugido da Alemanha Nazista ou das regiões que esta anexou durante 1938 (Áustria, em março, e os Sudetos, em outubro). O comitê foi amplamente financiado por doações públicas e apelos após o Acordo de Munique e a subsequente ocupação dos Sudetos.